# Judo op de Gemenebestspelen 2014
Judo is een van de sporten die beoefend werden tijdens de Gemenebestspelen 2014 in Glasgow. Het judotoernooi vond plaats van 24 tot en met 26 juli in het Scottish Exhibition and Conference Centre.

## Resultaten

### Mannen
| Gewichtsklasse | Goud                    | Zilver            | Brons                          |
| -------------- | ----------------------- | ----------------- | ------------------------------ |
| – 60 kg        | Ashley McKenzie         | Navjot Chana      | Razak Abugiri Josh Buchanan    |
| – 66 kg        | Colin Oates             | Andreas Krassas   | Siyabulela Mabulu James Millar |
| – 73 kg        | Daniel Williams         | Adrian Laet       | Jake Bensted Jacques van Zyl   |
| – 81 kg        | Owen Livesey            | Owen Reed         | Boas Munyonga Jonah Burt       |
| – 90 kg        | Zack Piontek            | Matthew Purssey   | Andrew Burns Gary Hall         |
| – 100 kg       | Euan Burton             | Shah Hussain Shah | Jason Koster Tim Slyfield      |
| + 100 kg       | Christopher Sherrington | Ruan Snyman       | Jake Andrewartha Mark Shaw     |

## Resultaten

### Vrouwen
| Gewichtsklasse | Goud              | Zilver              | Brons                                      |
| -------------- | ----------------- | ------------------- | ------------------------------------------ |
| – 48 kg        | Kimberley Renicks | Shushila Likmabam   | Amy Meyer Chloe Rayner                     |
| – 52 kg        | Louise Renicks    | Kelly Edwards       | Lisa Kearney Kalpana Thoudam               |
| – 57 kg        | Nekoda Davis      | Stephanie Inglis    | Darcina Manuel Connie Ramsay               |
| – 63 kg        | Sarah Clark       | Helene Wezeu Dombeu | Faith Pitman Katie Jemima Yeats-Brown      |
| – 70 kg        | Megan Fletcher    | Moira de Villiers   | Sally Conway Alix Renaud-Roy               |
| – 78 kg        | Natalie Powell    | Gemma Gibbons       | Hortense Mballa Atanga Ana Laura Portuondo |
| + 78 kg        | Sarah Adlington   | Jodie Myers         | Annabelle Laprovidence Rajwinder Kaur      |

## Medailleklassement
| Plaats | Land          | Goud | Zilver | Brons | Totaal |
| 1      | Engeland      | 6    | 4      | 3     | 13     |
| 2      | Schotland     | 6    | 2      | 5     | 13     |
| 3      | Zuid-Afrika   | 1    | 1      | 2     | 4      |
| 4      | Wales         | 1    | 0      | 1     | 2      |
| 5      | Nieuw-Zeeland | 0    | 2      | 3     | 5      |
| 6      | India         | 0    | 2      | 2     | 4      |
| 7      | Kameroen      | 0    | 1      | 1     | 2      |
| 8      | Cyprus        | 0    | 1      | 0     | 1      |
| 8      | Pakistan      | 0    | 1      | 0     | 1      |
| 10     | Australië     | 0    | 0      | 4     | 4      |
| 11     | Canada        | 0    | 0      | 3     | 3      |
| 12     | Ghana         | 0    | 0      | 1     | 1      |
| 12     | Mauritius     | 0    | 0      | 1     | 1      |
| 12     | Noord-Ierland | 0    | 0      | 1     | 1      |
| 12     | Zambia        | 0    | 0      | 1     | 1      |
| Totaal | Totaal        | 14   | 14     | 28    | 56     |